# 平和記念公園
1. REDIRECT 広島平和記念公園